# 크리스천레이
크리스천레이는 대한민국의 래퍼다. 2022년 EP [NAVIGATE]로 데뷔했다.

## 방송
- 내 전공은 힙합 (2020) - 4위
- 쇼미더머니 10 (2021) - Top56

## 음반
- 대학 힙합 (2020)
- 길어 (feat. Paloalto) (2020)
- NAVIGATE (2022)
- DOWNTOWN (2022)